# Tossal de la Palanca
El Tossal de la Palanca és una muntanya de 641 metres que es troba al municipi d'Estaràs, a la comarca catalana de la Segarra.